# Sassenheim
Sassenheim es una ciudad del municipio neerlandés de Teylingen, en la provincia de Holanda Meridional. Sassenheim fue un municipio independiente hasta el 1 de enero de 2006, cuando se fusionó con Voorhout y Warmond para formar el nuevo municipio de Teylingen. El antiguo municipio contaba con una superficie de 6.62 km² y el 1 de enero de 2005 tenía una población de 14.906 habitantes.
Uno de los atractivos más interesantes de Sassenheim son las ruinas del castillo de Teylingen en la frontera del viejo municipio, pero dentro de la demarcación de Voorhout. Sus muros exteriores datan de principios del siglo XIII. Alrededor de 1570, durante las Guerra de los Ochenta Años, el castillo sufrió graves daños. Compradas las ruinas por el Estado en 1889 fueron restauradas poco más tarde.

## Galería de imágenes

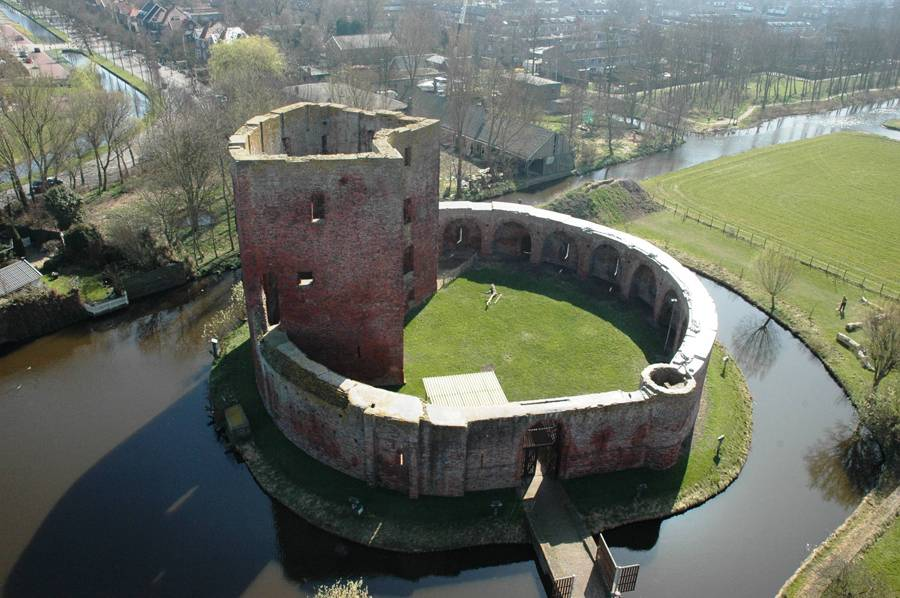
Teylingen
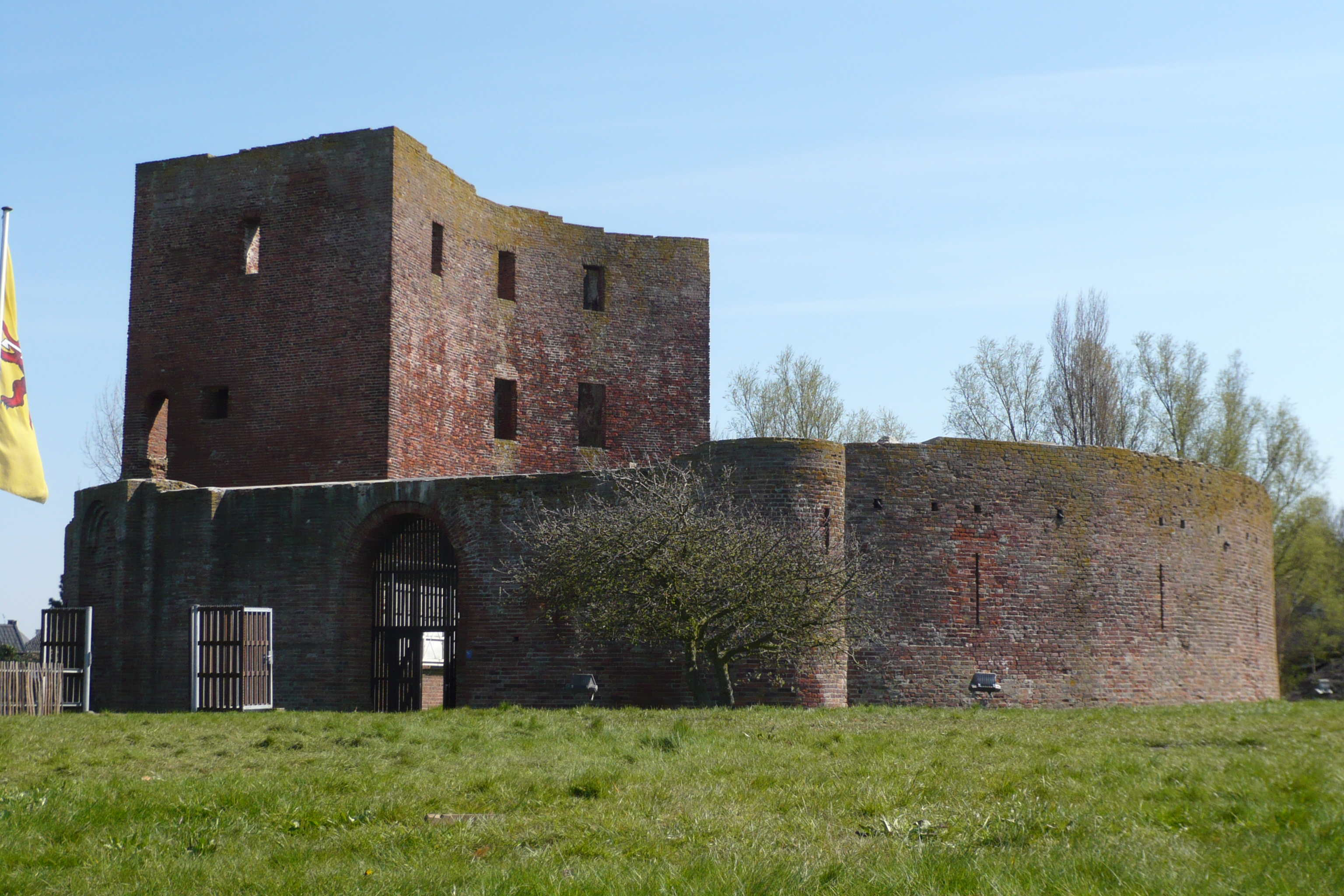
Ruinas del castillo de Teylingen
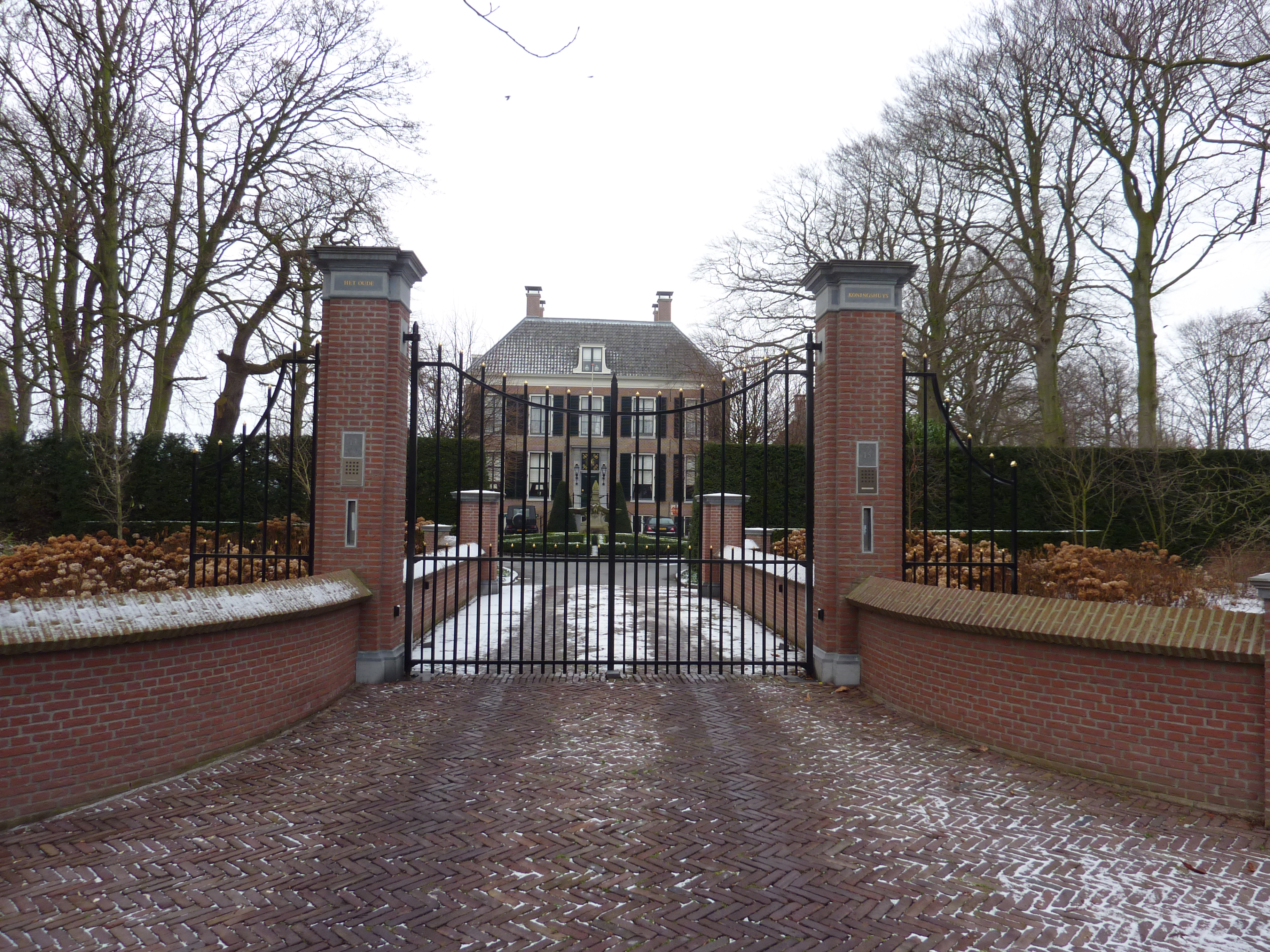
Koningshuis
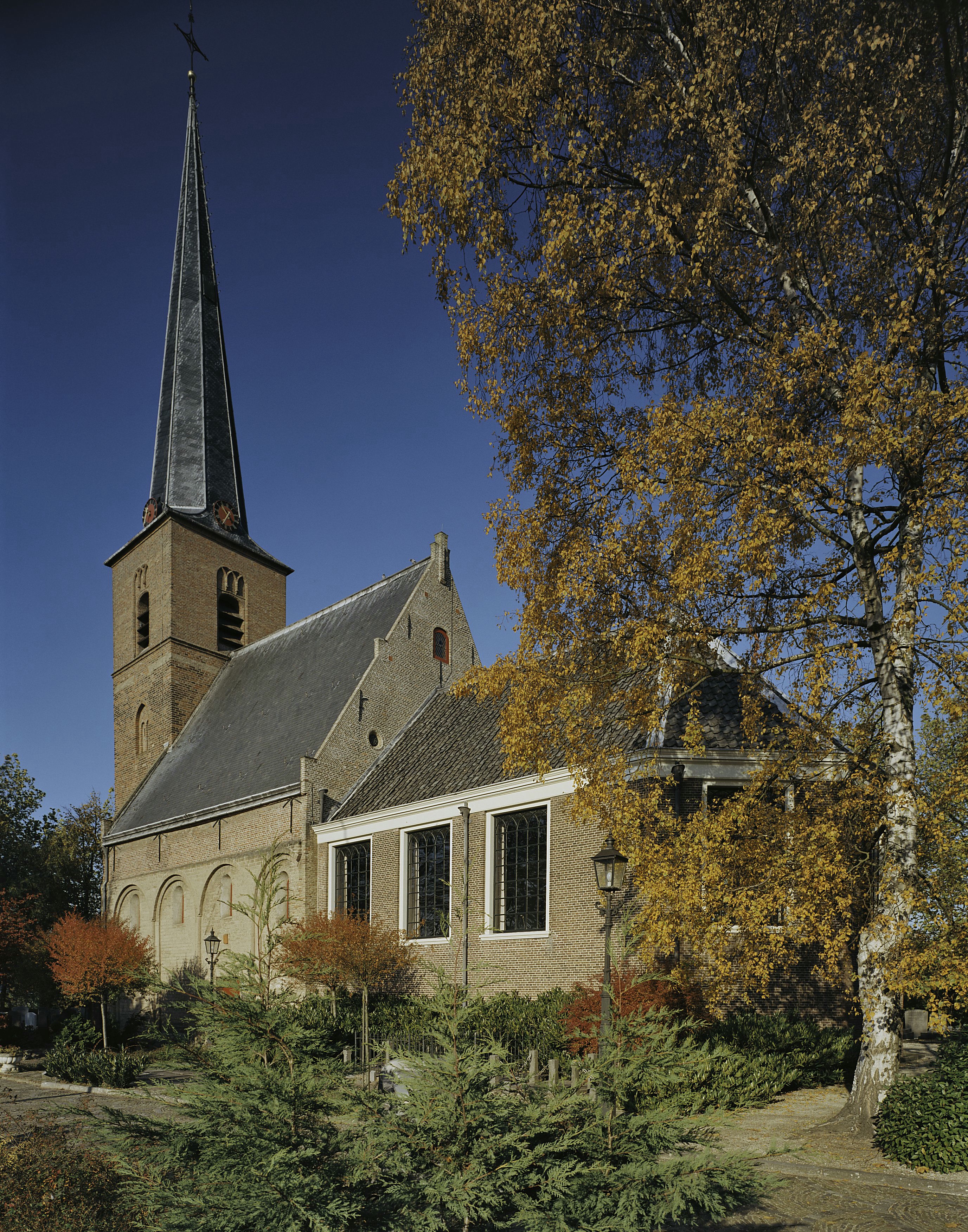
Dorpskerk